# Лебедєв Олексій Володимирович
Олексі́й Володи́мирович Ле́бедєв (* 1950) — український науковець у галузі зварювання, доктор технічних наук (1991), лауреат Державної премії України в галузі науки і техніки (2004).

## Життєпис
Народився 1950 року в Києві у родині науковця Володимира Лебедєва.
1973 року закінчив Київський політехнічний інститут. Протягом 1972—2002 років працював в Інституті електродинаміки НАН України.
1991 року здобув наукове звання доктора технічних наук.
В 2002–2004-х роках — провідний науковий співробітник, з 2004 по 2008 рік — завідувач відділу електричних процесів, від 2008 року — провідний науковий співробітник відділу зварювання і споріднених технологій у медицині та екології Інституту електрозварювання НАН України.
Лауреат Державної премії України 2004 року — за розробку та впровадження в клінічну практику хірургічних методів електрозварювання живих, м'яких тканин; разом з Ю. М. Захарашем, О. М. Івановою, В. В. Лебедєвим, М. Ю. Ничитайлом, А. В. Макаровим, Б. Є. Патоном, С. Є. Подпрятовим, Ю. О. Фурмановим.
Напрями наукових досліджень: автоматичне керування та джерела живлення для зварювання металів і біологічних тканин.
Серед робіт:
- «Автоматизація зварювальних процесів», 1986 (співавтор)
- «Automatic control of Arc Welding», 1998
- «Максимальна міцність шва при пересіченні артерії за допомогою електрозварювання» (співавтор)
- «Застосування електричного зварювання в хірургії», 2008 (співавтори Ю. П. Буштедт, А. Г. Дубко, Н. А. Шелест, В. А. Васильченко, Д. Ф. Сидоренко, В. Я. Сазонов, Д. В. Масалов, В. К. Лебедєв)
- «Транзисторні джерела струму для дугової сварки», 2012.